# Nereis anoculis
Nereis anoculis är en ringmaskart som beskrevs av Hartman 1960. Nereis anoculis ingår i släktet Nereis och familjen Nereididae. Inga underarter finns listade i Catalogue of Life.